# サムットソンクラーム県

サムットソンクラーム県
จังหวัดสมุทรสงคราม

- この項目は英語版を元に作成されています。

サムットソンクラーム県（サムットソンクラームけん、タイ語: จังหวัดสมุทรสงคราม）はタイ・中央部の県（チャンワット）の一つ。ペッチャブリー県、ラーチャブリー県、サムットサーコーン県と接する。

## 歴史
アユタヤ王朝時代、現在の中心地であるサムットソンクラームはスワンノーク (สวนนอก) とよばれておりラーチャブリー県の領域の一つだったが、トンブリー王朝時代にラーチャブリーから分離しメークローンの街が設置された。ラーマ1世の妻、アマリンの誕生地としても知られる。また、ラーマ2世の生誕の地でもあり、生誕地にはラーマ2世公園がある。

## 地理
サムットソンクラームはメークローン川がタイランド湾に注ぐ河口に位置する。その他県内には灌漑用に多数の運河が掘られている。
海岸にはドーン・ホーイロートと呼ばれる、マテガイの仲間 (Solen regularis) が群生する砂洲がある。この砂洲は2001年からラムサール条約で保護されている。

## 県章

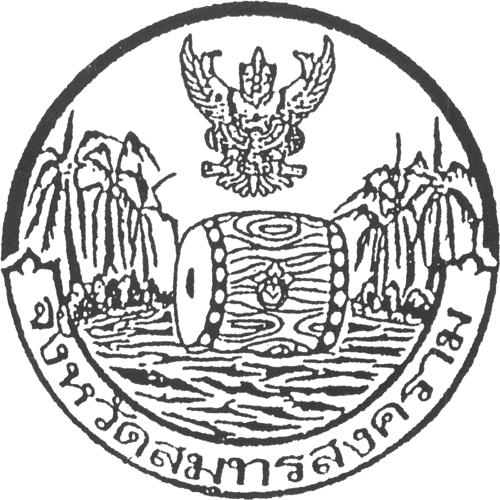
県章

|  | 県章はクローンと呼ばれる太鼓が水に浮かんでいるところが描かれている。これは、県内を流れるクローン川を象徴している。この川のタイ語の呼称「メークローン」はサムットソンクラームの旧称である。川の両側にはヤシの木が描かれているが、これは県の主要産物である。 県木はトキワギョウリュウ (Casuarina equisetifolia) である。 |

## 隣接する県
- ペッチャブリー県
- ラーチャブリー県
- サムットサーコーン県

## 行政区
サムットソンクラーム県は3つの郡（アムプー）に分かれ、その下に38の町（タムボン）と、284の村（ムーバーン）がある。
| 郡 1. ムアンサムットソンクラーム郡（ムアン） 2. バーンコンティー郡 3. アムパワー郡 | 地図 |